# Mètode de Ziegler-Nichols
El mètode de Ziegler-Nichols és un mètode heurístic per ajustar un controlador PID. Fou desenvolupat per John G. Ziegler i Nathaniel B. Nichols. S'aplica ajustant a zero els guanys integral i derivatiu (I i D, respectivament). A continuació, el guany proporcional, {\displaystyle K_{p}} s'incrementa (des de zero) fins que arriba al guany últim {\displaystyle K_{u}}, on la sortida del llaç de control té oscil·lacions estables i consistents. {\displaystyle K_{u}} i el període d'oscil·lació {\displaystyle T_{u}} s'utilitzen posteriorment per ajustar els guanys P, I i D segons el tipus de controlador emprat, i segons el comportament desitjat:
| Tipus de control           | {\displaystyle K_{p}}                   | {\displaystyle T_{i}}     | {\displaystyle T_{d}}                   | {\displaystyle K_{i}}                         | {\displaystyle K_{d}}                         |
| -------------------------- | --------------------------------------- | ------------------------- | --------------------------------------- | --------------------------------------------- | --------------------------------------------- |
| P                          | {\displaystyle 0.5K_{u}}                | –                         | –                                       | –                                             | –                                             |
| PI                         | {\displaystyle 0.45K_{u}}               | {\displaystyle 0.80T_{u}} | –                                       | {\displaystyle 0.54K_{u}/T_{u}}               | –                                             |
| PD                         | {\displaystyle 0.8K_{u}}                | –                         | {\displaystyle 0.125T_{u}}              | –                                             | {\displaystyle 0.10K_{u}T_{u}}                |
| PID clàssic                | {\displaystyle 0.6K_{u}}                | {\displaystyle 0.5T_{u}}  | {\displaystyle 0.125T_{u}}              | {\displaystyle 1.2K_{u}/T_{u}}                | {\displaystyle 0.075K_{u}T_{u}}               |
| PIR (Pessen Integral Rule) | {\displaystyle 0.7K_{u}}                | {\displaystyle 0.4T_{u}}  | {\displaystyle 0.15T_{u}}               | {\displaystyle 1.75K_{u}/T_{u}}               | {\displaystyle 0.105K_{u}T_{u}}               |
| sobrepassa lleugerament    | {\displaystyle 0.3{\overline {3}}K_{u}} | {\displaystyle 0.50T_{u}} | {\displaystyle 0.3{\overline {3}}T_{u}} | {\displaystyle 0.6{\overline {6}}K_{u}/T_{u}} | {\displaystyle 0.1{\overline {1}}K_{u}T_{u}}  |
| sense que sobrepassi       | {\displaystyle 0.20K_{u}}               | {\displaystyle 0.50T_{u}} | {\displaystyle 0.3{\overline {3}}T_{u}} | {\displaystyle 0.40K_{u}/T_{u}}               | {\displaystyle 0.06{\overline {6}}K_{u}T_{u}} |

El guany últim {\displaystyle (K_{u})} es defineix com 1/M, on M és la relació d'amplituds, {\displaystyle K_{i}=K_{p}/T_{i}} i {\displaystyle K_{d}=K_{p}T_{d}}.
Aquests tres paràmetres s'utilitzen per establir la correcció {\displaystyle u(t)} a partir de l'error {\displaystyle e(t)} amb l'equació:
{\displaystyle u(t)=K_{p}\left(e(t)+{\frac {1}{T_{i}}}\int _{0}^{t}e(\tau )\,d\tau +T_{d}{\frac {de(t)}{dt}}\right)}
que té la següent funció de transferència entre l'error i la sortida del controlador:
{\displaystyle u(s)=K_{p}\left(1+{\frac {1}{T_{i}s}}+T_{d}s\right)e(s)=K_{p}\left({\frac {T_{d}T_{i}s^{2}+T_{i}s+1}{T_{i}s}}\right)e(s)}

## Avaluació
L'ajustament per Ziegler–Nichols (representat per les equacions de "PID clàssic" a la taula de sobre) crea un decaïment de quart d'ona. És un resultat acceptable per alguns propòsits, però no és òptim per a totes les aplicacions. Aquest mètode està dissenyat per donar la millor estabilitat possible als controls PID davant d'una pertorbació. Proporciona un guany i un sobrepassament agressius – algunes aplicacions exigeixen minimitzar-lo o eliminar-lo, motiu pel qual aquest mètode no és apropiat. EN aquest cas, es poden fer servir les equacions de la fila "sense que sobrepassi" per calcular els guanys apropiats del controlador.